# Mothers of the Disappeared
"Mothers of the Disappeared" é uma canção da banda de rock U2. É a décima primeira e última faixa do álbum The Joshua Tree (1987). A música foi inspirada nas experiências do vocalista Bono enquanto esteve na Nicarágua e El Salvador em julho de 1986, após a participação do grupo na turnê beneficente, A Conspiracy of Hope Tour (1986), pela Anistia Internacional. Ele soube das Mães da Praça de Maio, um grupo de mulheres cujos filhos haviam "desaparecido à força" nas mãos das ditaduras argentina e chilena. Enquanto estava na América Central, ele conheceu membros da COMADRES, uma organização semelhante cujos filhos foram sequestrados pelo governo de El Salvador. Bono simpatizou com as Mães e "COMADRES" e queria homenagear a sua causa.
A música foi escrita em uma guitarra clássica e a melodia tirada de uma peça composta por Bono na Etiópia em 1985 para ajudar a ensinar às crianças formas básicas de higiene. A letra contém uma crítica implícita ao governo Reagan, que apoiou dois regimes sul-americanos que tomaram o poder durante golpes de Estado e que forneceu apoio financeiro ao regime militar de El Salvador. Tematicamente, foi interpretado como um exame das falhas e contradições da política externa dos Estados Unidos. A batida da bateria fornecida por Larry Mullen Jr. foi processada através de uma unidade de efeitos que deu a ela uma qualidade de drone, que o baixista Adam Clayton descreveu como "evocativa daquela escuridão sinistra do esquadrão da morte".
"Mothers of the Disappeared" foi recebido favoravelmente pelos críticos, que o descreveram como "poderoso", "um tributo comovente", e contendo "beleza e tristeza estonteantes". A música foi tocada sete vezes em 1987 no The Joshua Tree Tour, e algumas gravações foram consideradas para a sequência final do filme Rattle and Hum, de  1988. Foi revivido por quatro shows na Popmart Tour de 1998 na América do Sul, e por dois deles, as Mães se juntaram à banda no palco para a apresentação, um dos quais foi transmitido pela televisão no Chile. Bono aproveitou a oportunidade para pedir ao ex-ditador chileno general Augusto Pinochet que revelasse às Mães a localização dos corpos de seus filhos. A música foi tocada mais três vezes no U2 360° Tour; uma apresentação foi dedicada a Fehmi Tosun, um curdo étnico que desapareceu à força na Turquia em 1995. Bono regravou a música a cappella em 1998 para o álbum Not One Step Back!.

## Inspiração, escrita e registro
As sessões de gravação de The Joshua Tree começaram em janeiro de 1986 na Casa de Danesmoate House em Dublin e continuaram ao longo do ano. O U2 interrompeu brevemente essas sessões em junho para se juntar à turnê de shows beneficentes A Conspiracy of Hope Tour da Anistia Internacional. Após o primeiro espetáctulo em San Francisco, o vocalista Bono conheceu René Castro, um artista mural chileno. Fidel foi torturado e mantido em um campo de concentração por dois anos pelo governo ditatorial do Chile porque a sua obra criticava a regime comandado por Pinochet que tomou o poder em 1973 durante um golpe de estado. Castro mostrou a Bono uma pintura de parede no Mission District que retratava a situação difícil no Chile e na Argentina. Ele também soube das Mães da Praça de Maio, um grupo de mulheres cujos filhos foram desaparecidos à força pelo governo argentino. Os filhos das Mães geralmente eram jovens que se opuseram ao governo durante a Guerra Suja e o golpe de estado que levou Jorge Rafael Videla ao poder. As Mães se uniram para fazer campanha por informações sobre a localização dos corpos de seus filhos e as circunstâncias de suas mortes, acreditando que eles foram sequestrados, torturados e assassinados.
Inspirado pelo mural, Bono fez uma pausa prolongada nas gravações em julho, viajando para a Nicarágua e El Salvador com a sua esposa, Alison Hewson, para ver em primeira mão a angústia dos camponeses intimidados por conflitos políticos e intervenção militar dos EUA. Enquanto estavam lá, trabalharam com os Parceiros da Missão da América Central (CAMP), uma organização de direitos humanos e desenvolvimento econômico. Em El Salvador conheceram membros do Comité de Madres Monsenhor Romero (COMADRES : Comitê das Mães Monsenhor Romero), uma organização de mulheres cujos filhos foram desaparecidos à força pelo governo salvadorenho durante a Guerra Civil por se oporem ao regime militar que existia potência. Em um ponto durante a viagem, Bono, Alison e um membro do CAMP foram alvejados por tropas do governo enquanto iam para entregar ajuda a um grupo de fazendeiros. Os tiros foram um aviso e, de acordo com o autor John Luerssen, o incidente fez Bono perceber que "eles não ligavam para sua intrusão e poderiam matá-los se se sentissem compelidos".
Em 2006, Bono contou outra experiência que teve em El Salvador, onde viu um corpo atirado de uma van na estrada. Ele comentou: "As pessoas simplesmente desapareceriam. Se você fizesse parte da oposição, poderia encontrar um SUV com as janelas escurecidas estacionado do lado de fora de sua casa.... Se isso não o impedisse, ocasionalmente eles entrariam, levariam você e matariam você; não haveria julgamento." Bono entendeu a causa das Madres [Mães] rs e das COMADRES e quis homenageá-la. As suas experiências na América Central inspiraram as letras de "Mothers of the Disappeared" e outra faixa de The Joshua Tree, "Bullet the Blue Sky".

"Eu lembro que, quando nós estávamos terminando 'Mothers of the Disappeared', perdendo a cabeça e nos apresentando pro mesa de som como se fôssemos Mozart no piano, nossa cabeça explodiu em uma brisa imaginária, e estava chovendo do lado de fora do estúdio e eu estava cantando que 'na chuva nós vemos suas lágrimas', as lágrimas daqueles que haviam desaparecidos. E quando você ouve a mixagem de som, você consegue realmente ouvir a chuva lá fora. Foi realmente mágico..."

—Bono
"Mothers of the Disappeared" foi criada e misturada na casa recém comprada do guitarrista The Edge, Melbeach, que o U2 usou como estúdio de gravação. Bono escreveu a música no guitarra clássica de sua sogra; a melodia veio de uma canção que Bono escreveu na Etiópia em 1985 para ensinar as crianças sobre métodos básicos de higiene. A bateria, tocada por Larry Mullen Jr., foi retirada e repetida a partir de outra música do produtor Brian Eno e posteriormente desacelerada e tratada com "uma grande quantidade de reverberação". The Edge adicionou uma parte de guitarra usando uma guitarra Bond Electraglide, que ele abusou para produzir um som que gostou. O produtor Daniel Lanois foi o principal misturador da música. Bono, comparando o próprio estúdio a um instrumento, descreveu a mistura de Lanois como uma "atuação".
Na conclusão da folha de letra da música no encarte de The Joshua Tree, o U2 listou endereços de várias filiais da Anistia Internacional, e os rendimentos da música foram doados à organização. Em 1998, Bono regravou a música a cappella em inglês e espanhol para o álbum ¡Ni Un Paso Atras! (em inglês:  Not One Step Back!), junto com uma recitação do poema de William Butler Yeats "A Mãe de Deus". O álbum foi criado pelas Mães em comemoração ao desaparecimento de seus filhos. As faixas foram também gravadas para o filme de 1999 20 Años... 20 Poemas... 20 Artistas (20 Anos... 20 Poemas... 20 Artistas ).

## Composição e tema
"Havia uma relação de amor/ódio com a América. Muito desse álbum refletiu os sentimentos de Bono voltando de El Salvador e da turnê Conspiracy of Hope e vendo a face brutal da política externa dos EUA."

—Larry Mullen, Jr.
"Mother of the Disappeared" tem 5:14 de duração (5 minutos, 14 segundos).  É tocado em tempo comum em uma tom de Lá maior. A música começa com o som da chuva batendo em um telhado, que desaparece nos primeiros quatorze segundos ao lado do baixo e uma batida de loop de bateria processada por Mullen que reverbera ao fundo. Trinta e dois segundos de música, a bateria de Mullen entra, tocando uma batida esporádica a cada quatro a cinco segundos. Na marca dos cinquenta segundos, a bateria toca uma batida mais regular e a guitarra de Edge, acompanhada pelo sintetizador de Eno, entra. A primeira estrofe começa em 1:28 e introduz a progressão de acordes de A 5 –E 5 –F ♯m – R – A 5, que é tocada nas estrofes. Às 2:41, os teclados de Eno entram e a música começa a seguir uma progressão de acordes D – D 5 –A 5, enquanto Bono começa os vocais em falsete. O segundo versículo então começa às 3:01. A letra termina em 3:37, e a música retorna à progressão de acordes de R – D 5 –A 5. A harmonia cresce gradualmente em volume até 4:33, quando a música entra em uma coda; os teclados chegam ao fim e a guitarra volta a tocar notas A antes de desaparecer nos próximos oito segundos ao lado do baixo. O sintetizador, a bateria e o loop de bateria concluem a música, desaparecendo lentamente nos últimos trinta e um segundos.
Eno usou um piano como instrumento de percursão e misturou o resultado com o loop de bateria por meio de uma unidade de efeitos PCM70 para criar um som que o baixista Adam Clayton chamou de "misterioso e estranho e assustador". Lanois afirmou que o processamento da batida de Mullen, que resultou em um som semelhante a um drone, tornou-se a espinha dorsal e a personalidade da música. Clayton o descreveu como "evocativo daquela escuridão sinistra do esquadrão da morte". Colm O'Hare da Hot Press sentiu que era "o elemento sonoro chave" porque "[evoca] uma sensação abstrata de mal e pavor".

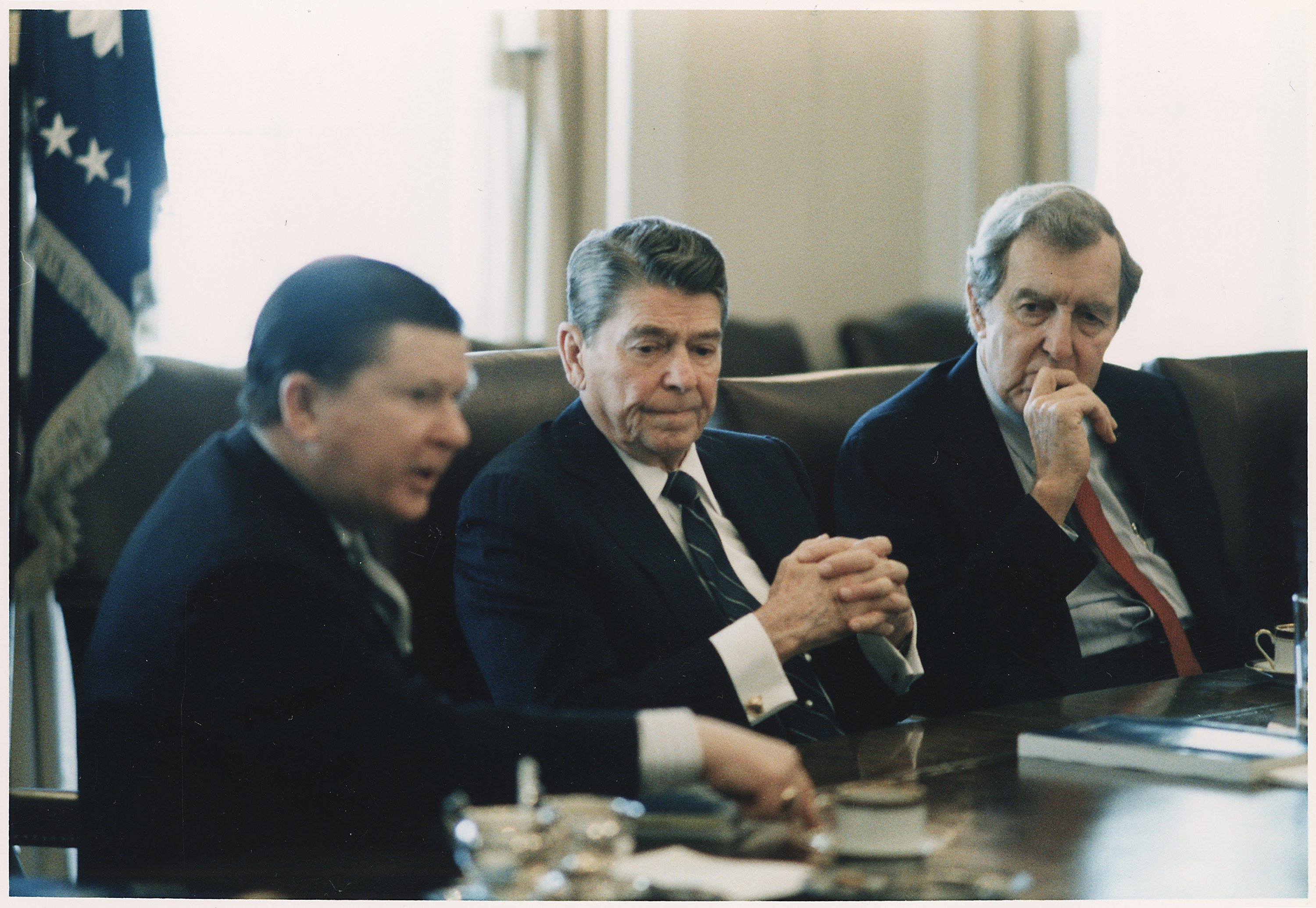
Ronald Reagan (centro) com os membros da Comissão da Torre John Tower (à esquerda) e Edmund Muskie (à direita); o apoio da administração Reagan aos regimes na América Central e do Sul foi uma influência temática na música

Em dezembro de 1986, Bono afirmou que tinha uma relação de amor e ódio com a América, e que isso influenciou seu trabalho no álbum. Falando sobre seu encontro com as COMADRES no El Salvador e seu impacto na música, ele disse: "Não há dúvida em minha mente sobre o envolvimento do governo Reagan em apoiar o regime que está cometendo essas atrocidades. Duvido que o povo da América esteja ciente disso. Não é minha posição dar um sermão ou dizer a eles seu lugar ou mesmo abrir seus olhos para isso de uma forma muito visual, mas está me afetando e afeta as palavras que escrevo e a música que fazemos. " Em 2007, Clayton disse que "'Mães dos Desaparecidos' não era apenas uma reflexão sobre o que havia acontecido sob o governo militar no Chile, mas também nos EUA que apoiaram esse governo", e descreveu os vocais de Bono como "pré-históricos", dizendo "ele se conecta com algo muito primitivo."
Greg Garrett, um professor de inglês da Universidade Baylor, viu a música como um esforço para "[responder] aos crescentes interesses em fazer justiça - e chamar a atenção para as falhas americanas a esse respeito", observando que os regimes na América do Sul foram apoiados por os Estados Unidos por causa de suas posições anticomunistas, embora as suas táticas fossem contrárias aos valores democráticos que "os Estados Unidos afirmam defender em todo o mundo". Lisa Hand do Sunday Independent notou a influência da América na faixa, observando, "[ela] não se limita simplesmente à música, mas também se estende a algumas das letras. No entanto, longe de ser um tributo ao banner star spangled, as palavras destacam as inverdades políticas e ambiguidades que existem dentro dos EUA, 'Mothers of the Disappeared' e 'Bullet the Blue Sky' analisam seriamente o envolvimento americano no América do Sul". Richard Harrington, do The Washington Post, descreveu a canção como "um simples lamento de grande beleza e tristeza, implorando pela compreensão de que as batalhas ideológicas sobre certo e esquerdo obscurecem a questão mais importante do certo e do errado". O autor David Kootnikoff descreveu-o como um "[retrato] do sonho americano que se tornou rançoso".

## Atuações ao vivo
O U2 estreou "Mothers of the Disappeared" em 14 de abril de 1987 em San Diego, Califórnia, na primeira parte da The Joshua Tree Tour, onde fechou o espetáculo no lugar do longa final da banda "40". Foi executado mais três vezes na digressão; duas vezes para abrir o encore e uma para concluir o set principal. O U2 reviveu a música sete meses depois na terceira etapa, tocando-a no encore em três dos quatro shows finais da turnê.
As duas últimas apresentações foram realizadas em Tempe, Arizona, nos dias 19 e 20 de dezembro de 1987 e foram filmadas para o filme de 1988, Rattle and Hum. O U2 cantou o refrão "el pueblo vencerá", que significa "o povo vencerá" em espanhol, ao final da canção. Bono observou que os Madres usam a frase para motivação. The Edge disse "estamos tão perto de uma parte do mundo onde se fala espanhol, sentimos que talvez as pessoas no show pudessem ouvir essa letra." Bono acrescentou que eles fecharam todos os espetáculos desde 1983 com a música "40", e então eles estavam procurando substituí-la por "Mothers of the Disappeared" daquele ponto em diante. Ele explicou: "Se o povo do Arizona cantar isso, e se for para o filme e para o álbum, onde quer que formos nos próximos anos, isso será retomado. Será uma experiência interessante... ". A filmagem foi considerada para a seqüência de encerramento do filme, mas a banda acabou decidindo não incluí-la. "Pride (In the Name of Love)" foi usada como a última música ao vivo, e "All I Want Is You" foi escolhida para tocar nos créditos.

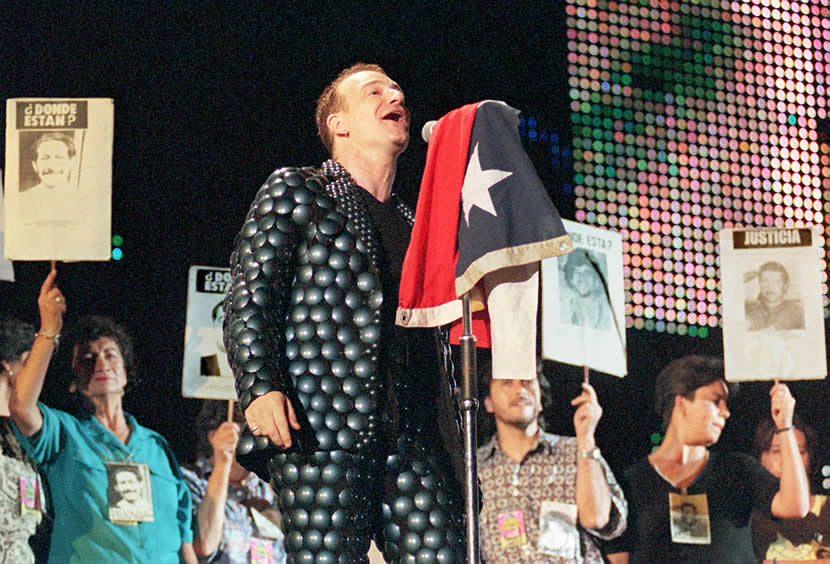
Parentes de detidos desaparecidos juntam-se ao U2 no palco durante uma apresentação em Santiago, Chile, no PopMart Tour em 1998.

Após as sete apresentações na Joshua Tree Tour, o U2 não tocou "Mothers of the Disappeared" até 1998, na quarta etapa da PopMart Tour. Foi realizado em três shows na Argentina e uma no Chile, encerrando todos os quatro shows. Bono cantava "el pueblo vencerá" ao final de cada performance. A primeira apresentação foi em 5 de fevereiro de 1998 em Buenos Aires, onde foi apresentada com os Madres acompanhando-os no palco. A música foi tocada apenas por Bono e The Edge e foi ambientada com uma filmagem dos Madres na tela do vídeo. No final da música, os integrantes da banda encararam os Madres e aplaudiram, ato ao qual se juntou o restante do público. Parte da performance foi posteriormente incluída no documentário de televisão Classic Albums: The Joshua Tree.
O custo dos ingressos era muito alto para muitos fãs na América do Sul, então a banda transmitiu o show de 11 de fevereiro no Chile ao vivo pela televisão. Sabendo que muitas pessoas no país estariam assistindo, eles tocaram "Mothers of the Disappeared" no lugar de "Wake Up Dead Man". O estádio onde o concerto foi realizado havia sido usado como campo de prisioneiros pelo regime de Pinochet após o golpe de estado. Mais uma vez, foi tocada apenas por Bono e The Edge contra filmagens dos Madres, e eles convidaram as mulheres a se juntarem a eles no palco uma segunda vez. As Madres ergueram fotos de seus filhos e falaram sobre eles brevemente durante a performance, um ato que teve uma recepção mista do público. Bono fez um apelo a Pinochet, pedindo-lhe que "dissesse a essas mulheres onde estão os ossos de seus filhos".

"Mothers of the Disappeared" foi apresentada novamente na quarta etapa da Vertigo Tour, em 26 de fevereiro de 2006 em Santiago e 2 de março em Buenos Aires. Embora ensaiada por toda a banda, foi tocada apenas por Bono e The Edge em um arranjo semelhante ao da PopMart Tour. The Edge cantou a música em um charango que o presidente chileno Ricardo Lagos havia dado a Bono naquele dia. Foi tocado em três shows na terceira etapa do U2 360° Tour no lugar de "MLK". Uma apresentação em Istambul, Turquia, foi dedicada a Fehmi Tosun, um curdo étnico que foi sequestrado em outubro de 1995 e posteriormente desapareceu. O sequestro foi testemunhado por sua esposa e filha; nenhuma informação sobre seu desaparecimento foi divulgada.
Pela primeira vez em 30 anos, um arranjo de banda completa de "Mothers of the Disappeared" voltou ao set ao vivo do U2 para o Joshua Tree Tours 2017 e 2019. As duas turnês apresentaram 51 shows em meados de 2017 e 15 shows no final de 2019, cada um apresentando uma apresentação de todo o álbum Joshua Tree em ordem contínua. Eddie Vedder e Mumford & Sons acompanharam o U2 no palco para uma apresentação da música durante um show de maio de 2017 em Seattle, e Patti Smith cantou a música com a banda em julho de 2017 em Paris.

## Recepção
"Mothers of the Disappeared" foi recebido favoravelmente pela crítica. Steve Morse, do The Boston Globe, chamou a música de "poderosa" e descreveu os vocais de apoio como ternos e semelhantes a coroas. Don McLeese do Chicago Sun-Times descreveu-o como um "hino aos direitos humanos". Adrian Thrills da NME chamou de "um lamento simples e lamentoso de estonteante beleza e tristeza". Nicholas Jennings de Maclean sentiu que era 'música mais tópical de 'The Joshua Tree O jornalista musical Andrew Mueller sentiu que a faixa foi um "final intencionalmente downbeat". Na Rolling Stone, Steve Pond disse "'Mothers of the Disappeared' é construído em torno de imagens desoladoras de perda, mas o cenário é calmante e restaurador - música de grande tristeza, mas também de indizível compaixão, aceitação e calma." Lennox Samuels do The Dallas Morning News afirmou que havia "uma tristeza inefável nos vocais e imagens de Bono onde 'A noite paira como um prisioneiro / Esticada sobre preto e azul' ", chamando isso de" uma homenagem comovente "às pessoas ao redor do mundo que perderam entes queridos na guerra e no conflito. Ele acrescentou: "O que é notável sobre a música é que, apesar da dor intrínseca, ela permanece assustadoramente limpa. Mesmo em meio à decadência, ao excesso e ao horror, Bono pode encontrar esperança e absolvição. " Em 2006, Bono a descreveu como "um belo final para o álbum", dizendo: "Essa música significa tanto para mim quanto qualquer uma das músicas desse álbum, está lá para mim", e observando que é uma música "Estou muito orgulhoso até hoje."
Barbara Jaeger do The Bergen Record comparou "Mothers of the Disappeared" a "New Year's Day" e "Pride (In the Name of Love)", afirmando que a banda usou todos os três para "despertar a consciência política e incentivar o compromisso social." Treze anos depois, Ryan Jones, em sua crítica do álbum de 2000 do U2 All That You Can't Leave Behind para a mesma publicação, disse que a música " Peace on Earth " continha ecos de "Mothers of the Disappeared" em suas letras e no tom do prelúdio instrumental. Ao revisar o álbum de 2009 do grupo No Line on the Horizon, Mueller disse que o fechamento de "Cedars of Lebanon" "mantém a tradição contra-intuitiva desse grupo essencialmente otimista de encerrar seus álbuns com tristes reviravoltas", comparando-o com "Mothers of the Disappeared". McLeese acreditava que a canção tinha suas raízes na "pureza folclórica da música tradicional irlandesa". Segundo Luerssen, a canção é "notória" na América Central e do Sul, e muitas vezes é "tocada como um ato de desafio" pelos Madres. Art for Amnisty citou a canção, e o efeito que teve na divulgação da mensagem de direitos humanos da Amnistia Internacional, como uma das razões pelas quais o U2 recebeu o prémio Embaixador da Consciência pela organização em 2005.
Refletindo sobre os aplausos dados aos Madres durante o show do PopMart em Buenos Aires, a revista Propaganda do U2 chamou o resultado de "a coisa mais comovente que já vi em um palco de rock. Foi uma daquelas ideias que realmente poderia ter dado certo, mas a empatia óbvia do público para com essas mulheres tornou um momento inesquecível. " Após o show televisionado no Chile, Bono disse "foi incrível e confuso descobrir que em nossas turnês mais 'pop', alguns dos melhores shows estavam em pontos políticos como Santiago, Sarajevo, Tel Aviv... em qualquer lugar a música significa mais do que entretenimento ". Ele acrescentou "ser capaz de se dirigir ao general Pinochet do palco na televisão ao vivo no Chile e dizer: 'Devolva os mortos aos vivos. Por favor, general Pinochet, diga a essas mulheres onde estão os ossos de seus filhos e filhas. ' Aquele foi um momento extraordinário... certamente na minha vida e no U2. " Quando questionado se a reação negativa de algum do público desapontou a banda, Bono disse que não, afirmando que "é uma prova para mim de que o público de rock 'n' roll não é um lemingue.... Se eles não concordarem com você, eles o informarão - mas isso não significa que não sejam fãs.... Fiquei lisonjeado por não estarmos tocando apenas para pessoas que concordavam conosco. " A atuação do U2 foi posteriormente considerada como tendo inspirado um protesto no Parlamento chileno contra Pinochet, que estava em processo de se tornar um senador vitalício após renunciar ao cargo de chefe das Forças Armadas. O partido da oposição trouxe os Madres, que novamente seguraram fotos de seus filhos desaparecidos e pediram informações sobre a localização de seus corpos.
"Mothers of the Disappeared" foi coberto várias vezes. O Vitamin String Quartet a incluiu em seu álbum tributo de 2004, The String Quartet Tribute to U2's The Joshua Tree. Paddy Casey gravou uma versão para o álbum de alívio do tsunami Even Better Than the Real Thing Vol. 3 em 2005.

## Créditos
| U2 - Bono – Vocalista - The Edge – Guitarra, Voz de apoio - Adam Clayton – Baixo elétrico - Larry Mullen Jr. – bateria | Artistas adicionais - Brian Eno – teclado, Sintetizador Técnicos - Daniel Lanois – mistura som - Mark Ellis – gravação |